# Incubus (musikgrupp)
Incubus är ett amerikanskt rockband från Kalifornien som bildades 1991.

## Historia
Brandon Boyd (sång), Mike Einziger (gitarr), Chris Killmore (DJ), Jimmy Pasillas III (trummor) och Ben Kenney (basgitarr) utgör gruppen Incubus. Med hitar som Pardon Me, Drive och Megalomaniac har bandet tagit plats som ett av de stora i USA.
Sångaren och ikonen Brandon Boyd anses med sina nyskapande sångtexter och alltid lika säkra sånginsatser vara en av de största orsakerna till att bandet har blivit en sådan stor framgång sedan starten för ett antal år sedan. Einziger gitarrspel och effekter och Pasillas taktsäkerhet har även det bidragit till Incubus speciella sound. Det är svårt att fastställa  genren, men alternativ hårdrock är nog en bra term.
Incubus är också ett politiskt medvetet band som gärna tar med politiska budskap i texterna och med sin hjälporganisation "Make yourself-foundation" samlar de ihop pengar till fattiga och drabbade världen över.
I februari 2007 pågick en världsturné där Incubus bland annat besökte Berlin.

## Medlemmar

### Nuvarande medlemmar
- Brandon Boyd – sång, slagverk, rytmgitarr (1991– )
- Mike Einziger – sologitarr, piano, keyboard, bakgrundssång (1991– )
- José Pasillas III – trummor (1991– )
- Chris Killmore – piano, keyboard, turntable (1998– )
- Ben Kenney – bas, keyboard, bakgrundssång (2003– )

### Tidigare medlemmar
- Alex "Dirk Lance" Katunich – basgitarr (1991–2003)
- Gavin "DJ Lyfe" Koppell – turntable, keyboard (1995-1998)

### Turnerande medlemmar
- Jon Theodore – trummor (2019– )
- Diego Randall – rytmgitarr (2019– )

## Diskografi

### Album
- Fungus Amongus (1995)
- S.C.I.E.N.C.E. (1997)
- Make Yourself (1999)
- Morning View (2001)
- A Crow Left of the Murder... (2004)
- Light Grenades (2006)
- Monuments and Melodies (2009)
- If Not Now, When? (2011)
- 8 (2017)

### Singlar (i urval)
- "Pardon me" (1999)
- "Drive" (2001)
- "Megalomaniac" (2004)
- "Anna Molly" (2006)
- "Love hurts" (2006)
- "Trust Fall" (2015)